# Philippe Harache
Philippe Harache   (Orbec, 12 d'abril de 1954) (nascut el 12 d'abril de 1954 a Orbec), és un enginyer aeroespacial i empresari francès. És l'antic conseller delegat adjunt d'Eurocopter.

## Biografia
Llicenciat per l'Institut polytechnique des sciences avancées (1976), Sorbonne Graduate Business School, INSEAD i Harvard Business School, Philippe Harache va començar la seva carrera el 1978 al departament d'Helicòpters d'Aérospatiale. Després, es va traslladar a Àsia: Hong Kong el 1980, Singapur el 1982, on va ser director general de Samaero, una filial d'Aérospatiale. El 1992, va esdevenir cap de gabinet del conseller delegat d'Eurocopter i el 1993 director general adjunt d'Eurocopter Holdings. El 1994, va ser nomenat CEO d'Eurocopter International.
Va esdevenir director general adjunt d'Eurocopter el 2001. Es va retirar el 2010 amb la nominació del seu successor, Christian Gras.
Des del 2002, també va ser assessor de comerç exterior a França.

## Premis
- Oficial de l'Ordre del Mèrit Militar (Brasil)
- Cavallers de la Legió d'Honor